# کلینگنستاک
کلینگنستاک (به لاتین: Klingenstock) یک کوه در سوئیس است که در کانتون اشووتس واقع شده‌است. کلینگنستاک ۱٬۹۳۵ متر بالاتر از سطح دریا واقع شده‌است.